# نیوتن سانتوس دی اولیویرا
نیوتن سانتوس دی اولیویرا (انگلیسی: Newton Santos de Oliveira؛ زادهٔ ۲۴ ژوئیهٔ ۱۹۷۶) بازیکن فوتبال اهل برزیل است.
از باشگاه‌هایی که در آن بازی کرده‌است می‌توان به باشگاه فوتبال الانصار لبنان و باشگاه فوتبال الوحده عربستان سعودی اشاره کرد.
وی همچنین در تیم ملی فوتبال لبنان بازی کرده‌است.